# Mae Mae Renfrow
Maeae Renfrow (Raleigh, 20 de abril de 1997) es una actriz y modelo estadounidense, conocida por interpretar el papel de Tess Hunter en la serie de televisión El misterio de los Hunter (Hunter Street).

## Biografía
Mae Mae Renfrow nació el 20 de abril de 1997 en Raleigh, Carolina del Norte (Estados Unidos), desde temprana edad mostró inclinación por la actuación.

## Carrera
Mae Mae Renfrow en 2016 hizo su debut en la pantalla chica por primera vez con el papel de Kristen en la película Sickhouse dirigida por Hannah Macpherson. En el mismo año, también fue elegida para interpretar el papel de Jade en la película de acción de 2017 Bomb City.
En 2017 interpretó el papel de Matilda en la serie de televisión Attaway Appeal. En el mismo año protagonizó la película American Satan dirigida por Ash Avildsen.
De 2017 a 2019 interpretó el papel principal de Tess Hunter en la serie de televisión holandesa Hunter Street, donde actuó junto a actores como Stony Blyden, Kyra Smith, Thomas Jansen, Daan Creyghton, Wilson Radjou-Pujalte y Kate Bensdorp.
En 2018 apareció en la alfombra naranja de los Nickelodeon Kids' Choice Awards junto al actor y rapero Stony Blyden. En 2022 ocupó el papel de Zoe en la serie The Imperfects y el de Faye Parker en la película Oak dirigida por Kevin Lewis.

## Filmografía

### Cine
| Año  | Título         | Personaje   | Director          |
| ---- | -------------- | ----------- | ----------------- |
| 2016 | Sickhouse      | Kristen     | Hannah Macpherson |
| 2017 | Bomb City      | Jade        | Jameson Brooks    |
| 2017 | American Satan | Matilda     | Ash Avildsen      |
| 2022 | Oak            | Faye Parker | Kevin Lewis       |

### Televisión
| Año       | Título                                    | Personaje   |
| --------- | ----------------------------------------- | ----------- |
| 2017      | Attaway Appeal                            | Matilda     |
| 2017-2019 | El misterio de los Hunter (Hunter Street) | Tess Hunter |
| 2022      | The Imperfects                            | Zoe         |

## Valores en cartera
| Año  | Título                                       |
| ---- | -------------------------------------------- |
| 2018 | Premios Nickelodeon Kids' Choice Awards 2018 |